# Sobrescobiu
Sobrescobiu is een gemeente in de Spaanse provincie Asturië in de regio Asturië met een oppervlakte van 69,43 km². Sobrescobiu telt 859 inwoners (1 januari 2016).

## Demografische ontwikkeling
Bron: INE, 1857-2011: volkstellingen